# Sara Purca
Sara Regina Purca Cuicapusa (Lima, 1973) es una ingeniera, oceanógrafa y científica peruana.

## Estudios
Obtuvo el título de Ingeniera Pesquera por la Universidad Nacional Federico Villarreal (UNFV), en el año 1998, con la tesis titulada “El fenómeno La Niña en el Mar Peruano”, desarrollada en la Dirección de Hidrografía y Navegación de la Marina de Guerra del Perú (DHN). Posteriormente obtuvo el grado de Doctor en Oceanografía en la Universidad de Concepción Chile con una beca del Servicio Académico de Intercambio Alemán (DAAD), con la tesis “Variabilidad temporal de baja frecuencia en el Ecosistema de la Corriente Humboldt frente a Perú”; este trabajo fue desarrollado en el Instituto del Mar del Perú (IMARPE).

## Trayectoria profesional
La doctora Purca trabaja como investigadora en el IMARPE en el Área Funcional de Investigaciones Marino Costeras. Ha participado en más de 20 publicaciones relacionadas con el efecto de la variabilidad intraestacional-decadal de El Niño Oscilación Sur (ENOS) en el ecosistema marino frente a Perú.
Desde 2013, dicta cursos de oceanografía en los programas de maestría en la Universidad Nacional Mayor de San Marcos y en el doctorado de la Escuela Naval de Marina Mercante “Almirante Miguel Grau”. Ha sido parte del programa de revisores del reporte técnico “Basura Marina Plásticos y microplásticos, lecciones globales e investigaciones que inspiran acciones de cambio y guía política”, auspiciado por el Programa de las Naciones Unidas para el Medio Ambiente (PNUMA), así como coinvestigadora principal en el proyecto CRN3070: Variabilidad Oceanografíca alrededor de Sudamérica (VOCES), auspiciado por el Instituto Interamericano para la Investigación del Cambio Global (IAI).
Actualmente colabora con el proyecto "Contribución al monitoreo mundial de la contaminación marina por plásticos" en el marco de la iniciativa TECnología NUclear para el Control de la Contaminación por Plásticos (NUTEC Plastics) del Organismo Internacional de Energía Atómica (OIEA, 2024-2028) y con la Universidad de Exeter a través del proyecto "Reduciendo la basura plástica en el Pacifico Oriental Sur".
Asimismo, se encuentra desarrollando una investigación orientada al análisis de series de tiempo oceanográficas y la determinación de los índices de la gestión del ecosistema y la variabilidad climática en el Ecosistema de la Corriente del Norte de Humboldt (NHCE), que tiene como objetivo formular un marco estratégico de planificación a largo plazo para proporcionar la base para una gobernanza mejorada y el uso sostenible de los recursos y servicios marinos vivos.

## Premios y reconocimientos
En el año 2018, fue una de las científicas ganadoras del premio “For Women in Science” auspiciado por la Fundación L’Oreal-UNESCO, la oficina de UNESCO en Lima, el Consejo Nacional de Ciencia,Tecnología e Innovación (CONCYTEC) y la Academia Nacional de Ciencias (ANC). Este premio internacional ha reconocido aportes como el de una astrónoma chilena que estudia la Vía Láctea, una química árabe que busca mejorar la detección temprana de enfermedades, y una fisicoquímica mexicana que quiere reutilizar el dióxido de carbono para evitar que se vaya a la atmósfera.
La doctora Purca ha sido seleccionada para participar en la redacción del reporte especial sobre océanos y criósfera, auspiciado por el Panel Intergubernamental de Cambio Climático (IPCC).
En el 2013 fue declarada ganadora en el concurso de Proyectos de Investigación (BMBF) de la República Federal de Alemania, con el proyecto titulado: "Iniciativa Peruana-Alemana para la preparación conceptual de una propuesta para establecer un Centro de Excelencia Peruano para el manejo costero marino e hídrico sustentable“.
En el 2021, el Consejo Nacional de Ciencia, Tecnología e Innovación reconoció sus aportes incluyéndola en el libro titulado "Científicas del Perú: 24 historias por descubrir". 
Su producción científica la cataloga como investigadora Nivel III del Registro Nacional Científico, Tecnológico y de Innovación Tecnológica del Concytec.

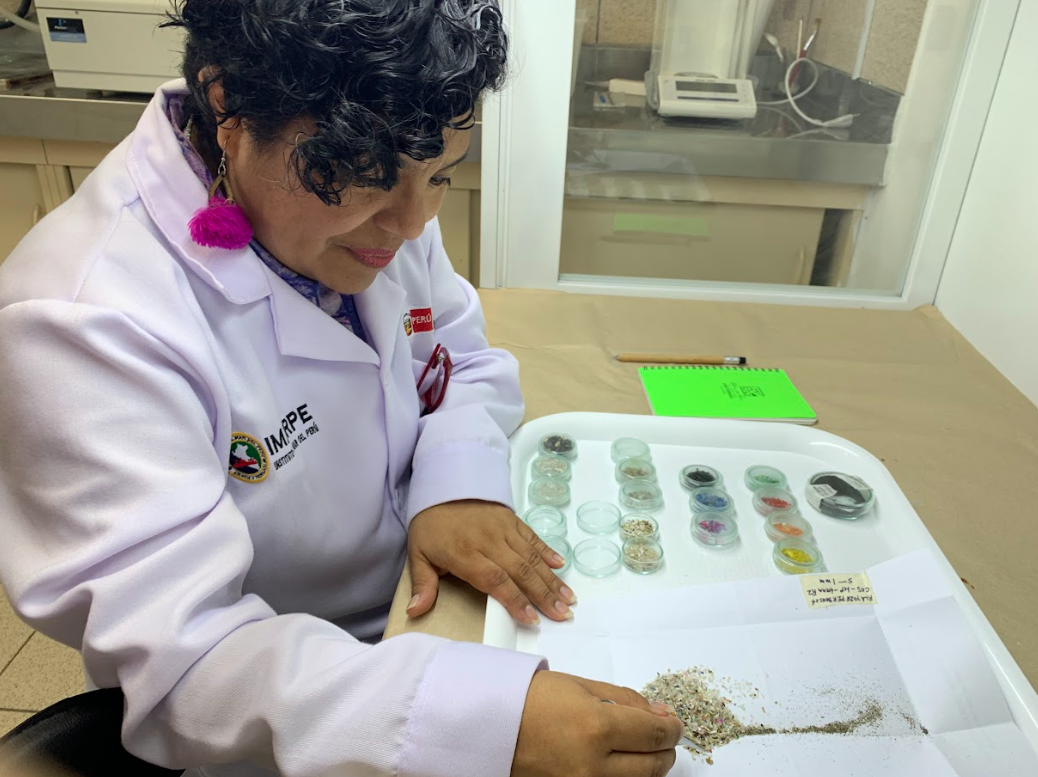
Sara Purca contabilizando microplásticos recogidos en Playa de Ventanilla

## Mujeres en la Ciencia
La doctora Purca es sin duda un referente contemporáneo para las niñas que quieran ser investigadoras o científicas. Ella desde muy niña, sintió un vivo interés en explorar el mundo a su alrededor, y junto a su hermana Lucila se dedicaban a disecar mariposas. Las capturaban, les echaban alcohol y las clasificaban. Era un pasatiempo que se volvió tan popular en el barrio de Santa Isabel en Carabayllo, que los vecinos atrapaban los insectos y los dejaban en la casa de las pequeñas.
Esta curiosidad y la motivación permanente de su madre, fueron las plataformas que impulsaron a Sara a dedicarse a la investigación científica. Algunos años después conoció a la Dra. Norma Chirichigno Fonseca quien fomentó su labor científica en sus primeros años universitarios y sobre quien la Dra. Purca asegura que su ayuda fue importante en su formación como investigadora. La Dra. Chirichigno se convertiría en su mentora académica y le enseñó todo lo relacionado con la clasificación taxonómica e identificación de peces, crustáceos, fitoplancton y zooplancton.
Es la principal impulsora de la iniciativa: "Por un mar de científicas" actividad que realiza el Instituto del Mar del Perú – Imarpe, en el marco de celebración por el Día Internacional de la Mujer y la Niña en la Ciencia, que permite que niñas entre 8 y 12 años interactuen y conozcan de cerca el fascinante mundo de las ciencias y su relación con el mar. La actividad se realiza en simultáneo en las 11 sedes del Imarpe. 